# Luigi Acquaviva
Luigi Andrea Mariano Acquaviva d'Aragona (Napoli, 20 dicembre 1812 – Giulianova, 29 settembre 1898) è stato un nobile, politico e generale italiano.

## Biografia
Nobile ereditario del Regno delle Due Sicilie col titolo di duca e conte, fu senatore del Regno d'Italia.
Nativo di Napoli, ereditò il titolo di duca di Atri dal padre Giovanni Girolamo Acquaviva d'Aragona. Nel corso della sua vita gli furono conferiti i titoli di duca di Nardò, Noci e, con il matrimonio con la duchessa Giulia Milazzo, Casalaspro e Pietragalla; fu inoltre conte di Castellana, Conversano e Giulianova.
Già maggior generale nell'esercito, ricoprì importanti cariche militari, quali colonnello dello Stato maggiore della Guardia nazionale italiana di Napoli, sovrintendente dello Stabilimento degli Incurabili della città partenopea e consigliere della provincia di Teramo.
Il 20 novembre 1860, sullo scadere della VII legislatura del Regno di Sardegna, fu nominato senatore del Regno d'Italia con convalida del 9 aprile 1861 all'inizio della VIII legislatura del Regno d'Italia sotto il Governo Cavour III e IV.
Residente a Giulianova, quivi morì il 29 settembre 1898.

## Ascendenza
|                                                          |                                              |                                              | Genitori                                                |  |  | Nonni |  |  | Bisnonni                                                 |  |  | Trisnonni                                            |  |
|                                                          |                                              |                                              |                                                         |  |  |       |  |  | Giovanni Girolamo Acquaviva d'Aragona, XII duca di Nardò |  |  | Giulio Antonio Acquaviva d'Aragona, XI duca di Nardò |  |
|                                                          |                                              |                                              |                                                         |  |  |       |  |  | Giovanni Girolamo Acquaviva d'Aragona, XII duca di Nardò |  |  | Giulio Antonio Acquaviva d'Aragona, XI duca di Nardò |  |
|                                                          |                                              | Maria Teresa Spinelli                        |                                                         |  |  |       |  |  | Giovanni Girolamo Acquaviva d'Aragona, XII duca di Nardò |  |  |                                                      |  |
| Giulio Antonio Acquaviva d'Aragona, XIII duca di Nardò   |                                              |                                              |                                                         |  |  |       |  |  | Giovanni Girolamo Acquaviva d'Aragona, XII duca di Nardò |  |  |                                                      |  |
|                                                          |                                              | Maria Giuseppa Spinelli                      | Francesco II Spinelli, VII principe di Scalea           |  |  |       |  |  |                                                          |  |  |                                                      |  |
|                                                          |                                              | Maria Giuseppa Spinelli                      | Francesco II Spinelli, VII principe di Scalea           |  |  |       |  |  |                                                          |  |  |                                                      |  |
|                                                          |                                              | Maria Giuseppa Spinelli                      | Maria Rosa Pignatelli d'Aragona Cortés                  |  |  |       |  |  |                                                          |  |  |                                                      |  |
| Giovanni Girolamo Acquaviva d'Aragona, XIV duca di Nardò |                                              | Maria Giuseppa Spinelli                      |                                                         |  |  |       |  |  |                                                          |  |  |                                                      |  |
|                                                          |                                              | Antonio II Spinelli, VIII principe di Scalea | Francesco II Spinelli, VII principe di Scalea           |  |  |       |  |  |                                                          |  |  |                                                      |  |
|                                                          |                                              | Antonio II Spinelli, VIII principe di Scalea | Francesco II Spinelli, VII principe di Scalea           |  |  |       |  |  |                                                          |  |  |                                                      |  |
|                                                          |                                              | Antonio II Spinelli, VIII principe di Scalea | Maria Rosa Pignatelli d'Aragona Cortés                  |  |  |       |  |  |                                                          |  |  |                                                      |  |
| Maria Teresa Spinelli                                    |                                              | Antonio II Spinelli, VIII principe di Scalea |                                                         |  |  |       |  |  |                                                          |  |  |                                                      |  |
|                                                          |                                              | Giovanna de Cárdenas                         | Alfonso IV de Cárdenas, VIII conte di Acerra            |  |  |       |  |  |                                                          |  |  |                                                      |  |
|                                                          |                                              | Giovanna de Cárdenas                         | Alfonso IV de Cárdenas, VIII conte di Acerra            |  |  |       |  |  |                                                          |  |  |                                                      |  |
|                                                          |                                              | Giovanna de Cárdenas                         | Caterina Pignatelli di Monteleone                       |  |  |       |  |  |                                                          |  |  |                                                      |  |
| Luigi Acquaviva d'Aragona, XV duca di Nardò              |                                              | Giovanna de Cárdenas                         |                                                         |  |  |       |  |  |                                                          |  |  |                                                      |  |
|                                                          | Marcantonio Colonna, III principe di Sonnino | Ferdinando Colonna, II principe di Sonnino   |                                                         |  |  |       |  |  |                                                          |  |  |                                                      |  |
|                                                          | Marcantonio Colonna, III principe di Sonnino | Ferdinando Colonna, II principe di Sonnino   |                                                         |  |  |       |  |  |                                                          |  |  |                                                      |  |
|                                                          | Marcantonio Colonna, III principe di Sonnino | Maria Luisa Caracciolo di Santobuono         |                                                         |  |  |       |  |  |                                                          |  |  |                                                      |  |
| Andrea Colonna, I principe di Stigliano                  | Marcantonio Colonna, III principe di Sonnino |                                              |                                                         |  |  |       |  |  |                                                          |  |  |                                                      |  |
|                                                          |                                              | Giulia d'Avalos d'Aquino d'Aragona           | Andrea d'Avalos d'Aquino d'Aragona, VII duca di Celenza |  |  |       |  |  |                                                          |  |  |                                                      |  |
|                                                          |                                              | Giulia d'Avalos d'Aquino d'Aragona           | Andrea d'Avalos d'Aquino d'Aragona, VII duca di Celenza |  |  |       |  |  |                                                          |  |  |                                                      |  |
|                                                          |                                              | Giulia d'Avalos d'Aquino d'Aragona           | Beatrice Cosima Antonia Caracciolo di Celenza           |  |  |       |  |  |                                                          |  |  |                                                      |  |
| Maria Giulia Colonna di Stigliano                        |                                              | Giulia d'Avalos d'Aquino d'Aragona           |                                                         |  |  |       |  |  |                                                          |  |  |                                                      |  |
|                                                          |                                              | Carlo Ruffo, V principe di Sant'Antimo       | Francesco Ruffo, VI duca di Bagnara                     |  |  |       |  |  |                                                          |  |  |                                                      |  |
|                                                          |                                              | Carlo Ruffo, V principe di Sant'Antimo       | Francesco Ruffo, VI duca di Bagnara                     |  |  |       |  |  |                                                          |  |  |                                                      |  |
|                                                          |                                              | Carlo Ruffo, V principe di Sant'Antimo       | Ippolita d'Avalos                                       |  |  |       |  |  |                                                          |  |  |                                                      |  |
| Cecilia Ruffo di Sant'Antimo                             |                                              | Carlo Ruffo, V principe di Sant'Antimo       |                                                         |  |  |       |  |  |                                                          |  |  |                                                      |  |
|                                                          |                                              | Anna Cavaniglia di San Giovanni Rotondo      | Troiano Cavaniglia, VI duca di San Giovanni Rotondo     |  |  |       |  |  |                                                          |  |  |                                                      |  |
|                                                          |                                              | Anna Cavaniglia di San Giovanni Rotondo      | Troiano Cavaniglia, VI duca di San Giovanni Rotondo     |  |  |       |  |  |                                                          |  |  |                                                      |  |
|                                                          |                                              | Anna Cavaniglia di San Giovanni Rotondo      | Cecilia da Ponte, IV duchessa di Flumeri                |  |  |       |  |  |                                                          |  |  |                                                      |  |
|                                                          |                                              | Anna Cavaniglia di San Giovanni Rotondo      |                                                         |  |  |       |  |  |                                                          |  |  |                                                      |  |